# Metralhadora leve
Bren (Reino Unido)

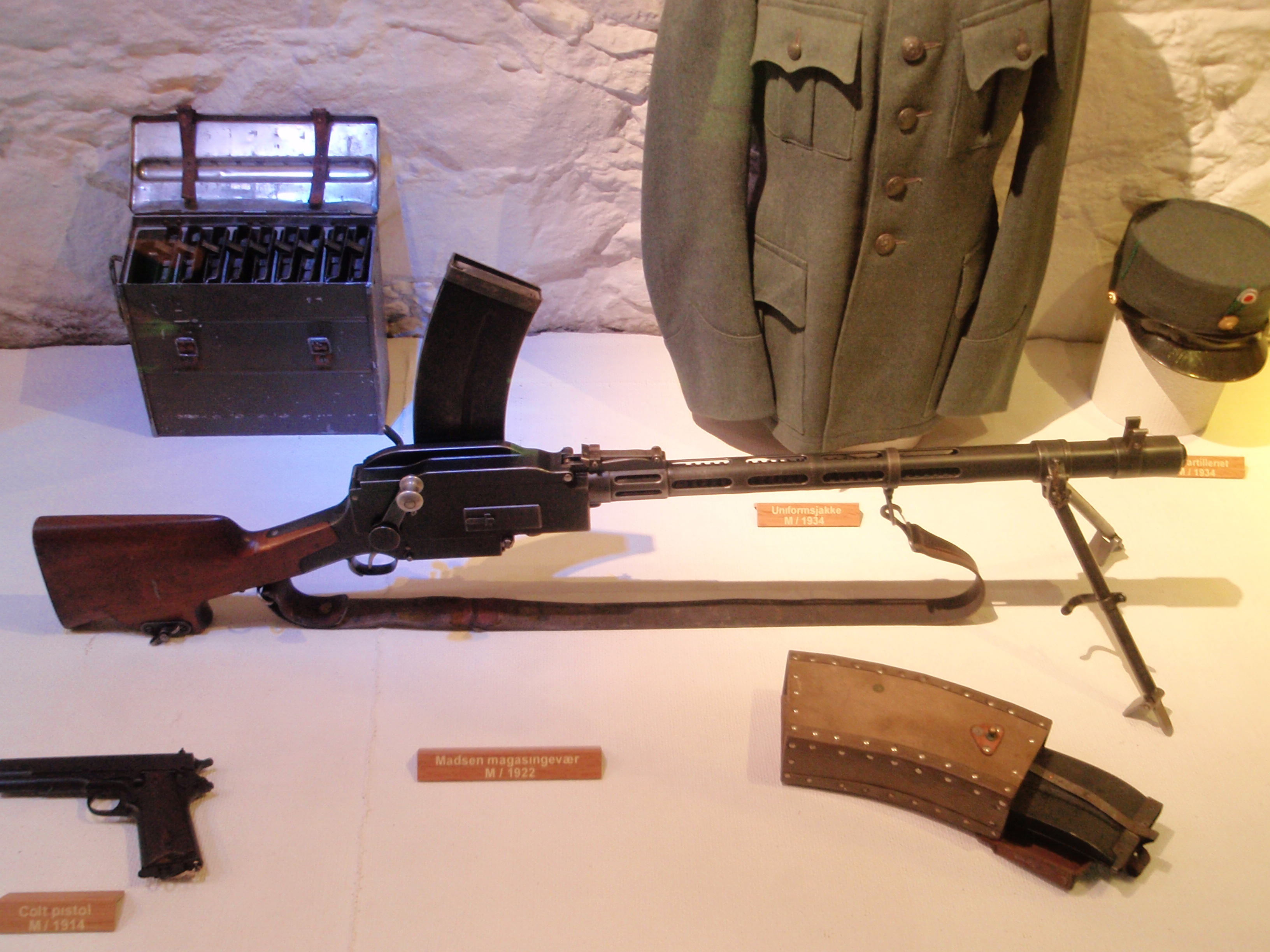
Metralhadora leve Madsen.

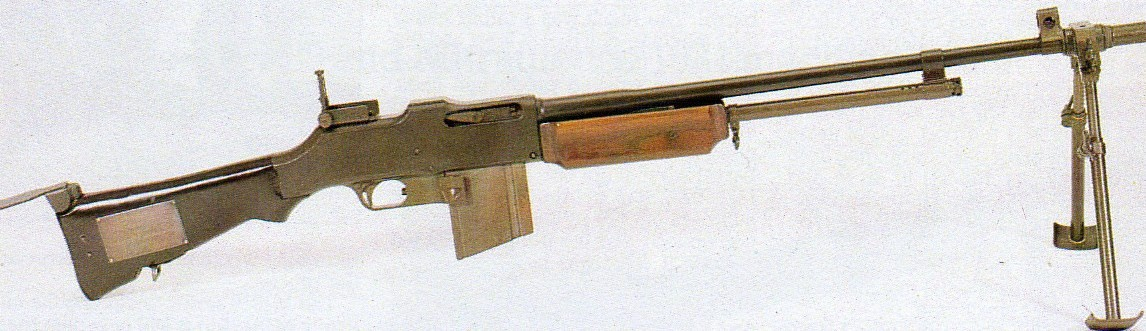
Uma Browning Automatic Rifle (BAR). Calibre .30-06 Springfield

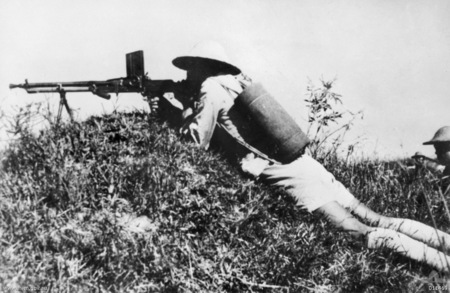
Um soldado chinês com uma metralhadora leve ZB vz. 26 na Batalha de Changsha.

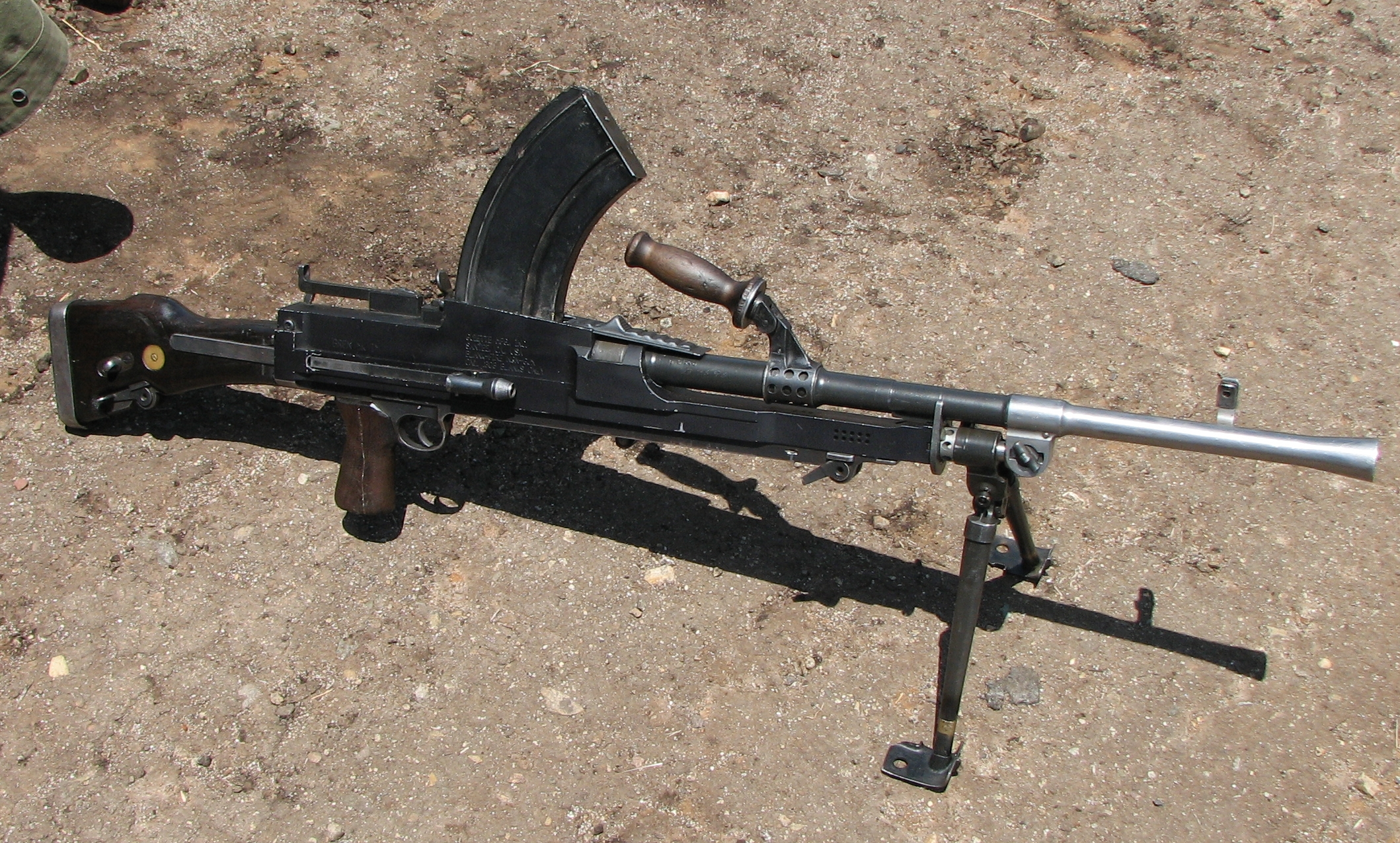
A metralhadora leve britânica Bren, projetada na década de 1930, é alimentada por carregador e dispara cartuchos de potência total.

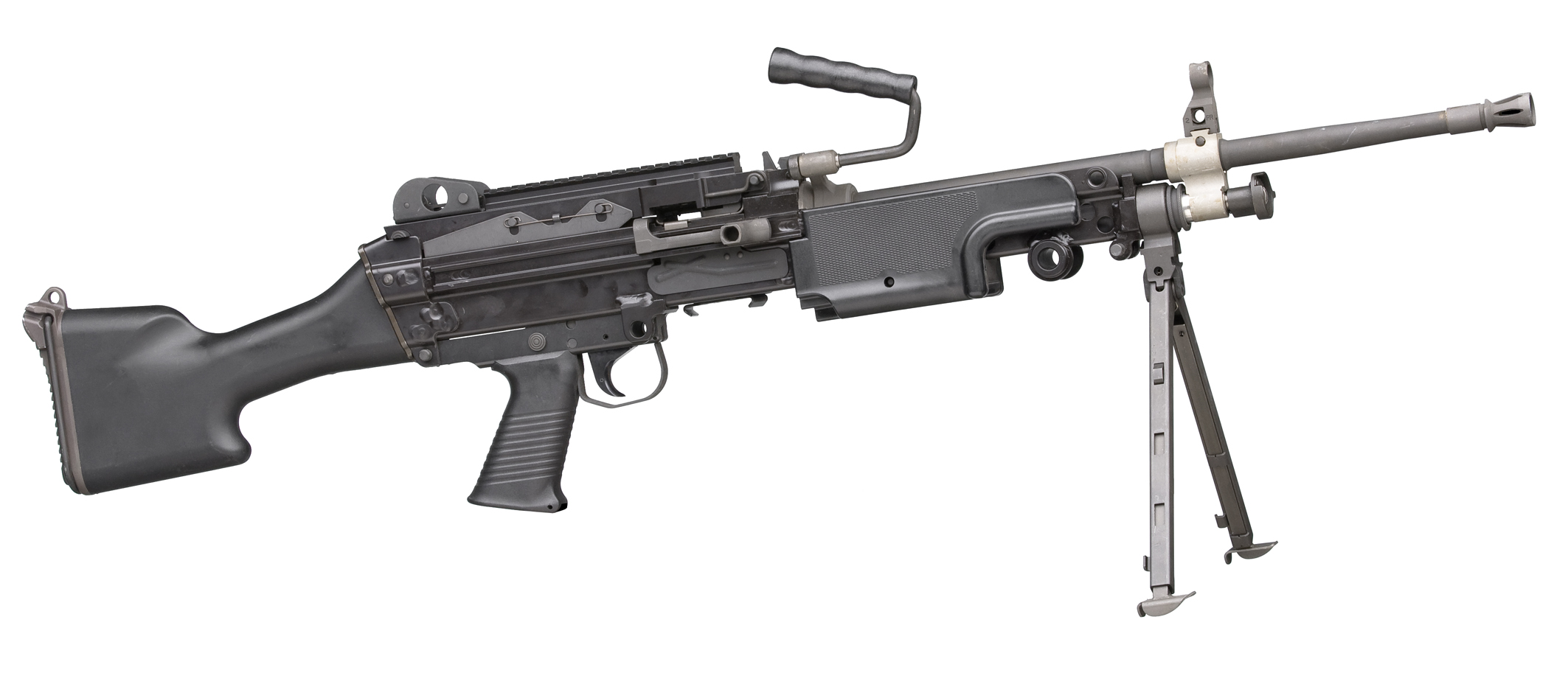
A FN Minimi é uma metralhadora leve projetada na década de 1970 que dispara cartuchos intermediários. Calibre 5,56×45mm NATO

Uma metralhadora leve (português brasileiro) ou metralhadora ligeira (português europeu) (em inglês light machine gun, ou LMG) é uma metralhadora de peso leve projetada para ser operada individualmente, com ou sem assistente. É usada como uma arma de apoio de infantaria. Em Portugal, é também utilizada a sigla ML para se referir às metralhadoras ligeiras.
A primeira metralhadora leve do mundo a ser produzida em larga escala foi a dinamarquesa Madsen, adotada pelo Exército Real Dinamarquês em 1902.

## Características
Enquanto as primeiras metralhadoras leves disparavam cartuchos de fuzil de alta energia, as metralhadoras leves modernas geralmente disparam cartuchos de fuzil de menor calibre do que as metralhadoras médias - geralmente o mesmo cartucho intermediário disparado por um fuzil de assalto padrão de serviço - e geralmente são mais leves e compactas. Algumas metralhadoras leves, como a RPK russa, são modificações de projetos existentes e projetadas para compartilhar a mesma munição. As adaptações ao fuzil original geralmente incluem um carregador maior, um cano mais pesado para resistir ao superaquecimento, um mecanismo mais robusto para suportar fogo sustentado e um bipé.
Uma metralhadora leve também é definida por seu uso e também por suas especificações: algumas metralhadoras - notadamente metralhadoras de uso geral - podem ser utilizadas como metralhadora leve ou como metralhadora média. Implantada sobre um tripé e utilizada para fogo sustentado, é uma metralhadora média; se implantada com um bipé com o operador deitado e disparando rajadas curtas, é uma metralhadora leve.
As metralhadoras leves também são projetadas para serem disparadas do quadril ou em movimento como uma forma de fogo supressivo destinado a imobilizar o inimigo. O fogo em marcha é uma tática específica que depende dessa capacidade.
Metralhadoras leves modernas mais leves permitiram que fossem emitidas no nível do esquadrão, com dois ou três no nível da seção/esquadrão.

### Suprimento
Muitas metralhadoras leves (como a Bren ou a Browning M1918) eram alimentadas por carregador. Outras, como a Hotchkiss M1922, podem ser alimentadas por uma fita ou um carregador. As metralhadoras leves modernas são projetadas para disparar cartuchos de menor calibre e, como tal, tendem a ser alimentadas por fita (a partir de um recipiente preso à arma) ou por um carregador de tambor destacável de alta capacidade, mas algumas, como a FN Minimi, também aceitam a alimentação padrão por carregador de fuzil como medida auxiliar quando a munição da fita estiver esgotada.

## História
Em 1903, os teóricos militares franceses notaram que as metralhadoras pesadas da época eram de pouca utilidade em ataques de infantaria. Eles determinaram que "a metralhadora deve aprender a andar". Eles pesquisaram a possibilidade de uma metralhadora leve que pudesse ser transportada por tropas. Uma tática de "andar atirando" foi teorizada, usando fogo supressivo incidental, com as tropas avançando consideradas uma ameaça mais mortal do que as balas sem mira, fazendo com que o inimigo recuasse. Os protótipos de armas não foram aprovados para produção e nenhum estava em serviço quando a Primeira Guerra Mundial começou. Os franceses rapidamente trouxeram os protótipos para produção em massa para aumentar o poder de fogo da infantaria avançando.
No final da Segunda Guerra Mundial, as metralhadoras leves geralmente eram distribuídas em uma escala de uma por secção ou grupo de combate, e o esquadrão de infantaria moderno surgiu com táticas construídas em torno do uso da metralhadora leve para fornecer fogo de supressão.

## Exemplos

### Até Segunda Guerra Mundial
- Dinamarca: Madsen (vários calibres)
- França: Chauchat (8×50mmR Lebel)
- França: Hotchkiss M1909 Benét-Mercié (8×50mmR Lebel)
- Império Alemão: Bergmann MG 15nA (7.92x57mm Mauser)
- França/ Reino Unido: Vickers–Berthier (.303 British)
- Estados Unidos/ Reino Unido: Lewis (.303 British, .30-06 Springfield, 7,92×57mm Mauser)
- Canadá: Huot Automatic Rifle (.303 British)
- Estados Unidos: Browning Automatic Rifle (.30-06 Springfield, 6,5×55mm, 7,92×57mm Mauser)
- França: Hotchkiss M1922 (vários calibres)
- Império do Japão: Type 11 (6,5×50mm Arisaka)
- Tchecoslováquia: ZB vz. 26 (7,92×57mm Mauser)
- França: MAC 24/29 (7,5×54mm)
- União Soviética: Maxim–Tokarev (7,62×54mmR)
- Suíça: Furrer M25 (7.5×55mm)
- Finlândia: Lahti-Saloranta M/26 (7,62×53mmR)
- União Soviética: Degtyaryov (7,62×54mmR)
- Alemanha: MG 13 (7,92×57mm Mauser)
- México: Mendoza C-1934 (7x57mm Mauser)
- México: Mendoza RM2 (7x57mm Mauser, .30-06 Springfield)
- Reino da Itália: Breda 30 (6,5×52mm Carcano)
- Tchecoslováquia: ZB vz. 30 (7,92×57mm Mauser)
- Suíça/ Áustria: MG 30 (7,92×57mm Mauser, 8×56mmR, 7×57mm Mauser)
- Reino Unido: Bren (.303 British)
- Império do Japão: Type 96 (6,5×50mm Arisaka)
- Império do Japão: Type 99 (7,7×58mm Arisaka)
- Estados Unidos: M1941 Johnson (.30-06 Springfield)

### Guerra Fria
- Israel: Dror (.303 British, 7,92×57mm Mauser)
- Espanha: Fusil ametrallador Oviedo (7,92×57mm Mauser, 7,62×51mm NATO)
- União Soviética: RPD (7,62×39mm)
- Tchecoslováquia: Vz. 52 (7,62×45mm, 7,62×39mm)
- Bélgica: FAL 50.41 e 50.42 (7,62×51mm NATO)
- União Soviética: RPK (7,62×39mm)
- Finlândia: KK 62 (7,62×39mm)
- Estados Unidos: Stoner 63 (5,56×45mm NATO)
- Estados Unidos: Colt Automatic Rifle (5,56×45mm NATO)
- Reino Unido: L86 LSW (5,56×45mm NATO)
- Bélgica: FN Minimi (5,56×45mm NATO)
- Espanha: CETME Ameli (5,56×45mm NATO)
- Bélgica/ Estados Unidos: M249 (5,56×45mm NATO)
- Cingapura: Ultimax 100 (5,56×45mm NATO)
- Áustria: Steyr AUG HBAR (5,56×45mm NATO)

### Pós-Guerra Fria
- Israel: IWI Negev NG-5 (5,56×45mm NATO)
- Coreia do Sul: Daewoo K3 (5,56×45mm NATO)
- Alemanha: Heckler & Koch MG4 (5,56×45mm NATO)
- Alemanha: Heckler & Koch MG36 (5,56×45mm NATO)
- Índia: INSAS LMG (5,56×45mm NATO)
- Cingapura: SAR-21 LMG (5,56×45mm NATO)
- Estados Unidos: Ares Shrike 5.56 (5,56×45mm NATO)
- China: Type 81 LMG (7,62×39mm)
- Alemanha/ Estados Unidos: M27 Infantry Automatic Rifle (5,56×45mm NATO)
- China: QJB-95 (5,8×42mm)
- China: QJS-161 (5,8×42mm)
- Estados Unidos: XM250 (.277 FURY)